# Avia Rk-17

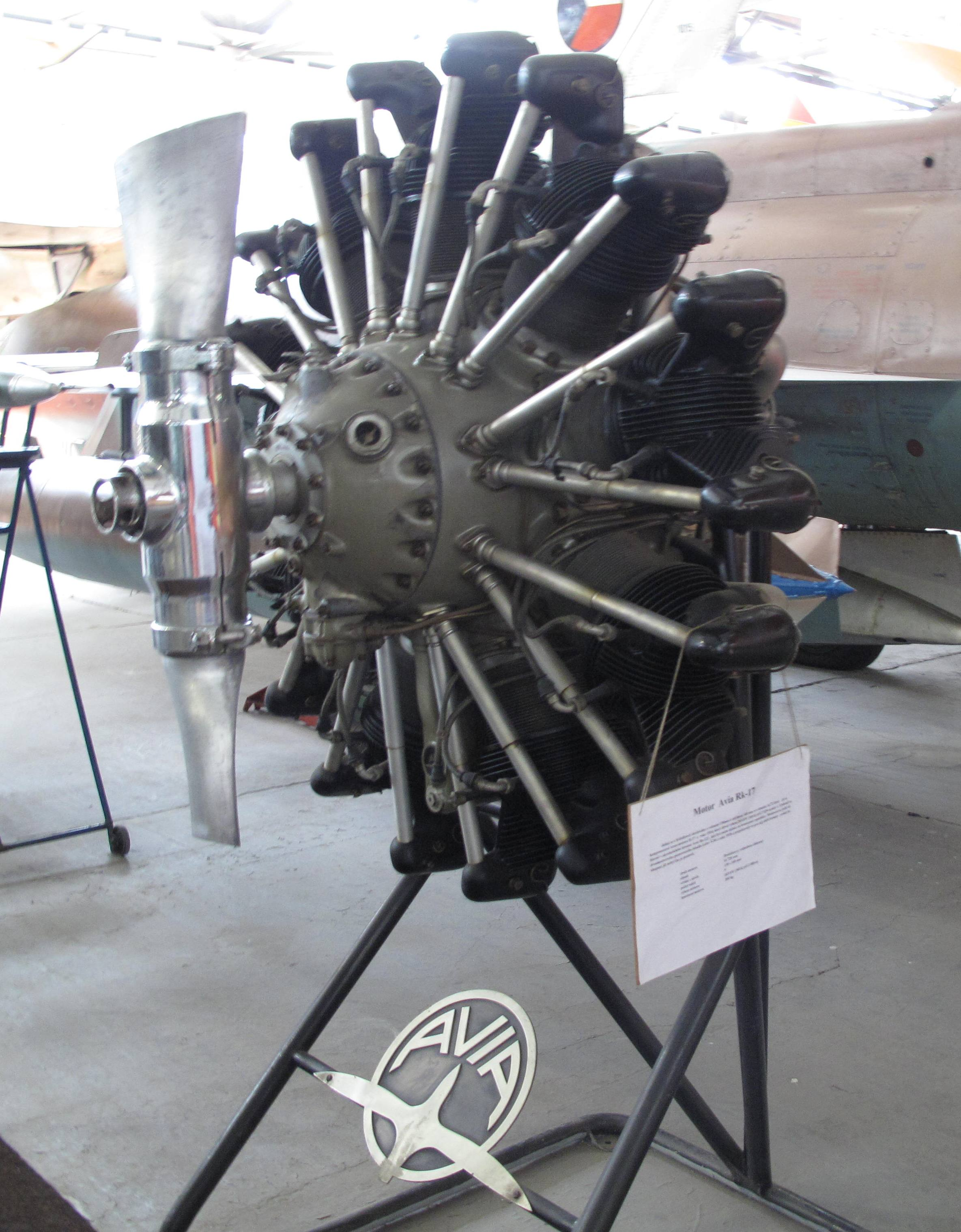
Rk-17 im Luftfahrtmuseum Kbely

Der Avia Rk-17 ist ein Flugmotor des tschechoslowakischen Herstellers Avia aus dem Jahr 1934. Er ist die um zwei Zylinder vergrößerte Variante des Siebenzylindermotors Rk-12.

## Aufbau
Der Rk-17 ist ein luftgekühlter Neunzylinder-Viertakt-Sternmotor. Er besteht aus Stahllaufbuchsen mit aufgeschrumpften Leichtmetall-Zylinderköpfen. Jeder Zylinder verfügt über zwei schrägstehende Ventile. Die Steuerung erfolgt durch Schwinghebel und Stoßstangen. Die Kurbelwelle ist zweigeteilt. Der Rk-17 besitzt einen Schleuderverdichter mit einem Verhältnis von 1:10,7.

## Nutzung
- Avia B-122
- Letov Š-50
- Tatra T-126

## Technische Daten
| Kenngröße                | Daten                                                  |
| ------------------------ | ------------------------------------------------------ |
| Bohrung                  | 130 mm                                                 |
| Hub                      | 140 mm                                                 |
| Hubraum                  | 16,72 l                                                |
| Verdichtung              | 6,38:1                                                 |
| Länge                    | 1070 mm                                                |
| Durchmesser              | 1180 mm                                                |
| Nennleistung             | 350 PS (257 kW) bei 2250/min in 2000 m Gleichdruckhöhe |
| Beste Nennleistung       | 360 PS (265 kW) in 2800 m Höhe                         |
| Vollleistung             | 385 PS (283 kW)                                        |
| Beste Vollleistung       | 400 PS (294 kW) bei 2200/min                           |
| Startleistung            | 420 PS (309 kW) bei 2100/min                           |
| Trockengewicht ohne Nabe | 260 kg                                                 |
| Leistungsgewicht         | 0,62 kg/PS                                             |
| Hubraumleistung          | 25,1 PS/l                                              |
| Kraftstoffverbrauch      | 92 kg/h                                                |
| Schmierstoffverbrauch    | 2,3 kg/h bei 360 PS (265 kW)                           |
| Oktanzahl                | 85                                                     |